# Nadăș (Someșul Mic)
Nadăș (mađ. Nádas) je lijevi pritok rijeke Someșul Mic u Rumunjskoj. Ulijeva se u Someșul Mic u Cluj-Napoci. Ime na mađarskom znači "trska". Rumunjski naziv potječe od toga. Duljina joj je 44 km, a površina porječja 372 km2.